# Checkpoint Charlie
A Checkpoint Charlie a leghíresebb katonai ellenőrzőpont volt a vasfüggöny berlini szakaszán. A Berlin szovjet szektorába eső Mitte, és az amerikai szektorba eső Kreuzberg kerületeket összekötő Friedrichstraße és az azt metsző, a szektorhatáron futó Zimmerstraße kereszteződésétől pár méterre délre, az amerikai szektor területén állt szolgálatban 1961 és 1990 között.

## Elhelyezkedése, környezete
A szovjet és az amerikai szektorok később országhatárrá (sőt világrendszerek határává) alakult határvonala (átszelve a Friedrichstraßét) ezen a szakaszon a kelet-nyugati irányú Zimmerstraße déli oldalán álló házak homlokzata és a járda találkozásánál húzódott, ami érdekes helyzeteket teremtett. Például a Checkpoint Charlie tőszomszédságában, a keresztezés sarkán mindmáig álló, ismert Café Adler sarokház-épülete pontosan a határvonalra esett, így ha a kávéház Zimmerstraßéra néző ablakain valaki kihajolt, akkor gyakorlatilag "behajolt" az NDK-ba.
A határvonalat a Friedrichstraße teljes szélességében fel is festették (fehér festéksávval), és ezt mindig tiszteletben tartották, még a későbbi konfrontációk során is.
A Checkpoint Charlie ettől a határvonaltól délre, az amerikai szektor területén, a Friedrichstraße közepén került kialakításra, homokzsákokkal megerősített, szabványos, fehér színű fabódé formájában, "Allied Checkpoint Charlie" felirattal. A későbbiek során ezt a fabódét egy nagyobb, laposabb, szögletesebb könnyűszerkezetes építmény váltotta fel. Az építmény körül a jármű- és gyalogosforgalom mindvégig szabadon zajlott.
A második világháború utáni, de még a fal felhúzása előtti időben a Friedrichstraße/Zimmerstraße átkelő átlagos átkelőpontnak számított, ahol bárki átmehetett. A Checkpoint Charlie-t képező fabódéban ülő szövetséges katonai rendészek kizárólag a szektorok között átmenő katonai forgalmat ellenőrizték és regisztrálták (de azt kötelezően), a civileknek eseti tanácsadást, útba igazítást nyújtottak, de nem ellenőrizték őket.
A civil jármű- és gyalogosforgalom szúrópróba-szerű ellenőrzése a szovjet szektorban a Friedrichstraßénak a határvonaltól mintegy 10-25 méterrel északabbra eső szakaszán történt. A Fal felépítése előtt itt sem voltak határvédelmi objektumok vagy épületek. Az ellenőrzést végző posztok és járőrök a járdán, illetve az úttesten mozogtak.

## Szektorhatár-jelzések
A határvonal rövid szakaszon (a járdán és az úttesten) történt felfestésén kívül többnyelvű táblák is figyelmeztették az erre járókat a szektorok átlépésére. A szovjet és a nyugati megszálló erők közötti elhidegülést az is jól illusztrálta, hogy a nyugati, illetve az NDK részről kihelyezett táblák feliratozása és fogalmazása erősen eltért egymástól.

### Amerikai terület

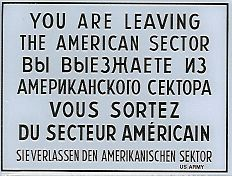
Az amerikai szektorhatáron álló tábla nyugati oldala

Az amerikai területen a határvonaltól alig arasznyi távolságban, ugyanúgy, ahogy az amerikai és a szovjet szektor határain másutt is, itt is állt a szabvány szektorátlépés jelzőtábla. (Az itteni példány a Checkpoint Charlie-val együtt szintén nagy ismertségre tett szert.) A kb. 170×200 cm méretű táblát két, egymástól kb. 2 méterre álló, mintegy 4 méter magas pózna tartotta, felső végük a tábla tetejéhez illeszkedett, így az általuk képezett "kapu" alatt is kényelmesen át lehetett sétálni, a felirat pedig távolabbról és járművekről is jól olvasható volt.
A fehér táblának mindkét oldalán fekete festékkel írt 4 nyelvű (angol, orosz, francia és német) szöveg állt, "U.S. ARMY" aláírással, az egyes oldalakon a mozgás (utazás) irányának megfelelően eltérő szöveggel.
Az amerikai szektor felé néző, azaz az amerikai szektorból kilépő, a szovjet szektor felé belépő utazóknak szóló oldalon a következő feliratok álltak:
YOU ARE LEAVING THE AMERICAN SECTOR

ВЫ ВЫЕЗЖАЕТЕ ИЗ АМЕРИКАНСКОГО СЕКТОРА

VOUS SORTEZ DU SECTEUR AMÉRICAIN

SIE VERLASSEN DEN AMERIKANISCHEN SEKTOR

Jelentése:
"Ön elhagyja az amerikai szektort."

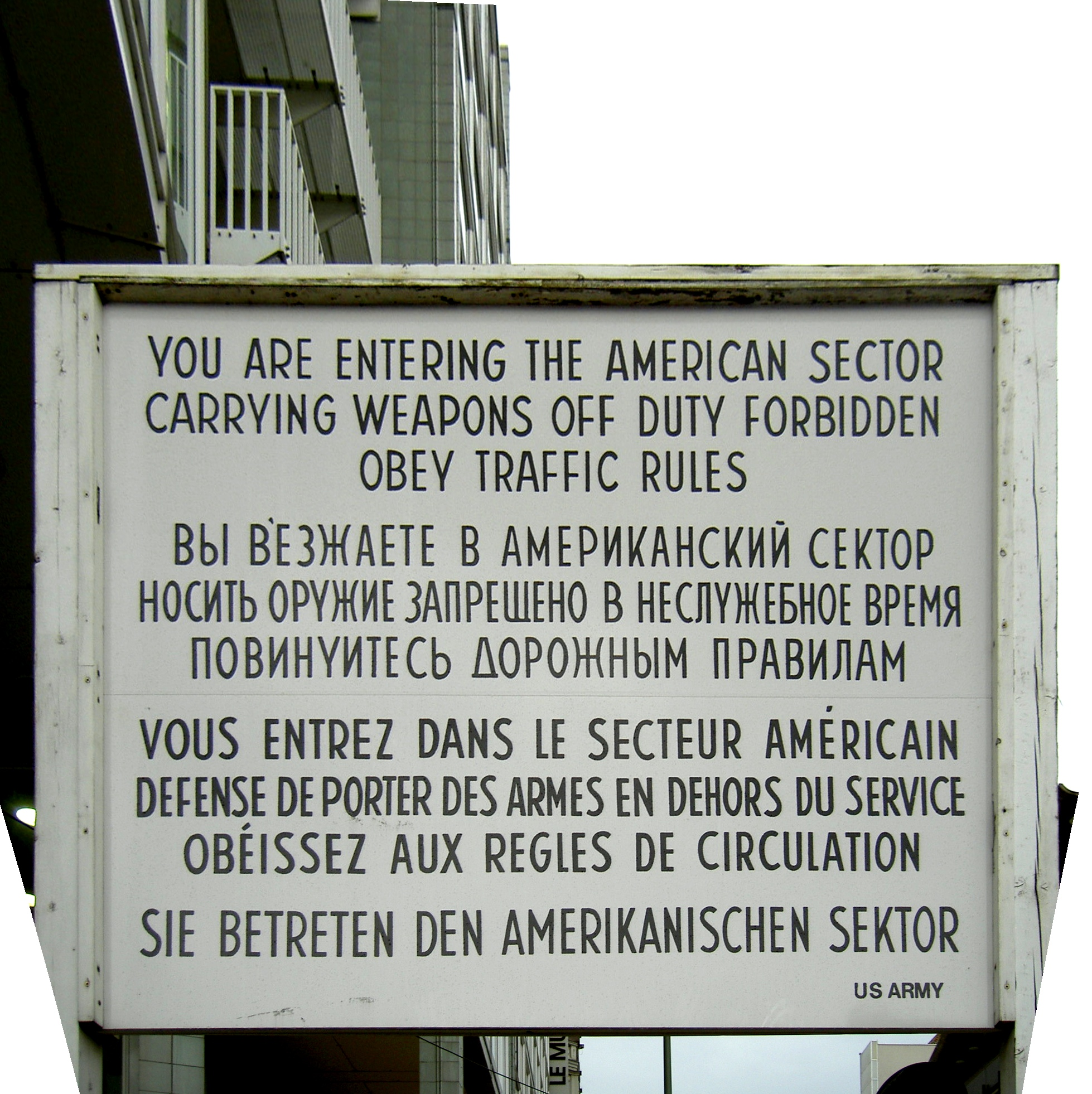
Az amerikai szektorhatáron álló tábla keleti oldala

A tábla másik (kisebb médiafigyelmet kapott) oldalán, a szovjet szektor felől az amerikai szektorba belépő utazók a következő, szintén 4 nyelvű feliratot olvashatták:
YOU ARE ENTERING THE AMERICAN SECTOR

CARRYING WEAPONS OFF DUTY FORBIDDEN

OBEY TRAFFIC RULES
ВЫ ВЕЗЖАЕТЕ В АМЕРИКАНСКИЙ СЕКТОР

НОСИТЬ ОРУЖИЕ ЗАПРЕШЕНО В НЕСЛУЖЕБНОЕ ВРЕМЯ

ПОВИНУИТЕСЬ ДОРОЖНЫМ ПРАВИЛАМ
VOUS ENTREZ DANS LE SECTEUR AMÉRICAIN

DEFENSE DE PORTER DES ARMES EN DEHORS DU SERVICE

OBÉISSEZ AUX REGLES DE CIRCULATION
SIE BETRETEN DEN AMERIKANISCHEN SEKTOR
Jelentése:

"Ön belép az amerikai szektorba.

Szolgálaton kívüli fegyverviselés tilos.

Tartsa be a közlekedési szabályokat."
(A német felirat a fegyverekre és a közlekedésre vonatkozó utasítást nem tartalmazta. Az orosz feliratban pedig két helyesírási hiba is volt: въезжаете (belép) helyett helytelenül везжаете, повинуйтесь (tartsa be) helyett pedig повинуитесь volt olvasható a táblán.)

### Szovjet/NDK terület
A szovjet területen (később: NDK területen), a Zimmerstraße északi járdáján (ugyanúgy, mint a szovjet szektor határátlépési pontjain mindenütt) a nyugatiéhoz hasonló formátumú, de alacsonyabb, fehér tábla állt. A keletnémet-szovjet szabványú tábla mindkét oldalán az NDK felségjelzése (zászlójának rajza) és kizárólag német nyelvű szöveg szerepelt:
A tábla keleti oldalának szövege, a szovjet szektorból kilépők számára:
ENDE

DES DEMOKRATISCHEN SEKTORS VON GROSS-BERLIN

IN X m ENTFERNUNG
Jelentése:

"Nagy-Berlin demokratikus szektorának vége"

"[innen] X méter távolságban"
A tábla nyugati oldalának szövege, az amerikai szektorból a szovjet szektorba belépők számára:
ANFANG

DES DEMOKRATISCHEN SEKTORS VON GROSS-BERLIN
Jelentése:

"Nagy-Berlin demokratikus szektorának kezdete"

## Története
Az ellenőrzőpontot eredetileg az amerikaiak alakították ki 1961-ben. Nevét a NATO fonetikus ábécé harmadik betűje (Charlie) után kapta. (A Checkpoint Alpha az NDK és az NSZK határán álló marienborni átkelő, míg a Checkpoint Bravo az A10-es autópálya Dreilindennél levő nyugat-berlini átkelőhelye volt. Checkpoint Delta-ként pedig a Heinrich-Heine-Straße/Prinzenstraße átkelőhelyet nevezték) A határátkelő kifejezést helyettesítő Checkpoint („Ellenőrzőpont”) kifejezés használatával az amerikai politika azt fejezte ki, hogy a berlini belnémet határt nem ismeri el törvényes államhatárként. 1972 után csak a berlini határon maradt fenn a Checkpoint kifejezés.
A Fal létrejötte után az NDK hatóságai a Zimmerstraße keresztezéstől északra eső NDK területen, a korábbi egyszerű NDK szektorhatár-átkelőhely kibővítésével a Friedrichstraße két oldalán fekvő, romos, elhanyagolt telkek és háztömbök átépítésével új határátkelő állomást (Grenzübergangstelle Friedrich/Zimmerstraße) építettek ki gépjármű- és gyalogosforgalom számára. Az új átkelőhelyet délről a Zimmerstraße, északról a Leipziger Straße, keletről a Charlottenstraße, nyugatról pedig a sors furcsa fintoraként a már régóta így nevezett Mauerstraße (Fal utca) határolta. Ezt az új átkelőhelyet csak világútlevéllel rendelkező külföldi állampolgárok (az NSZK állampolgárait kivéve), az NDK-funkcionáriusok, és az NSZK berlini megbízottjának munkatársai használhatták.
A szövetséges négyhatalmi megszálló erők katonai forgalma változatlan maradt, mert a megállapodások értelmében ezek az erők előzetes bejelentkezést követően, bármely szektorban szabadon mozoghattak. Az ellenőrzésüket továbbra is a katonai ellenőrzőpontok, így a Checkpoint Charlie is végezték.

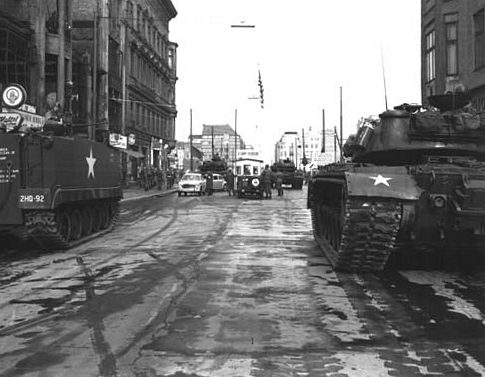
Amerikai és szovjet páncélosok Checkpoint Charlie-nál 1961. október 27-én.

1961. október 27-én politikai válság tört ki, mivel az NDK vezetése akadályozta a nyugati hatalmakat jogaik kelet-berlini gyakorlásában. A kivezényelt amerikai tankokkal szemben hamarosan szovjet páncélosok is felvonultak és farkasszemet néztek a határ két oldalán. A hidegháborús válság azonban nem vált világháborúvá, mivel a tiszteknek mindkét oldalon parancsba adták az önmérsékletet.
A nevezetes átkelőpont felfestett határvonalánál a Fal felhúzásának évfordulóin, nyugati oldalról rendszeres demonstrációk zajlottak. Ezek alkalmával keleti oldalról az NDK határőrsége, nyugati oldalról a nyugat-berlini rendőrség biztosította a helyszínt, egymástól (és az NDK határőrök számára a szabadságtól) alig karnyújtásnyira, de a felfestett határvonalat egyik testület tagjai sem léphették át.
Az ellenőrzőpont környéke tragikus menekülési kísérletek színhelye is volt. A menekülő kelet-berlini Peter Fechter 1962. augusztus 17-én, a nemzetközi jogi megkötések miatt tehetetlen nyugatiak szeme láttára vérzett el a szektorhatár keleti oldalán, miután menekülési kísérlete során több lövés is érte.
A német újraegyesítést követően az NDK Zimmerstraße átkelőhelyet elbontották, a hatalmas (négy háztömbnyi) üres területen helyreállították az eredeti utcaszerkezetet, a telkeket pedig modern épületekkel beépítették. 1990. június 22-én az állomás friedrichstraßei nagy őrházát is lebontották és elszállították.
1990. október 2-án a Checkpoint Charlie-nál tartották a megszálló hatalmak búcsúünnepségét, amelyen az egykori háborús szövetségesek feloldották Berlin megszállt városi státuszát. 2000. augusztus 13-án az eredetivel megegyező kinézetű épületet állítottak fel az egykori ellenőrzőpont helyén. Ez az egykori szektorhatáron szintén helyreállított, a szektorhatár átlépésre 4 nyelven figyelmeztető táblával, és az ugyanitt emelt, a régi keleti szektor felé (északra) amerikai, a régi amerikai szektor felé (délre) szovjet katonaportrét mutató arcképtáblával együtt, ma Berlin legismertebb turistalátványosságainak egyike. Közelében működik a Haus am Checkpoint Charlie, ahol az ellenőrzőpont múltját, valamint a falnál történt szökéseket mutatják be.

## További információ
- A Checkpoint Charlie múzeum honlapja (németül) (angolul)
- A Checkpoint Charlie-ról az Irány Berlinen (magyarul)
- A Checkpoint Charlie a Google Earth honlapján